# 莱济
莱济（法語：Laizy，法語發音：[lɛzi]）是法国索恩-卢瓦尔省的一个市镇，属于欧坦区。

## 地理
莱济（46°54'29"N, 4°12'2"E）面积31.18 平方千米，位于法国勃艮第-弗朗什-孔泰大區索恩-卢瓦尔省，该省份为法国中部省份，北起顺时针与科多尔省、汝拉省、安省、罗讷省、卢瓦尔省、阿列省和涅夫勒省接壤。
与莱济接壤的市镇（或旧市镇、城区）包括：布里永、拉科梅勒、阿鲁河畔埃唐、蒙特隆、圣莱热苏伯夫赖。

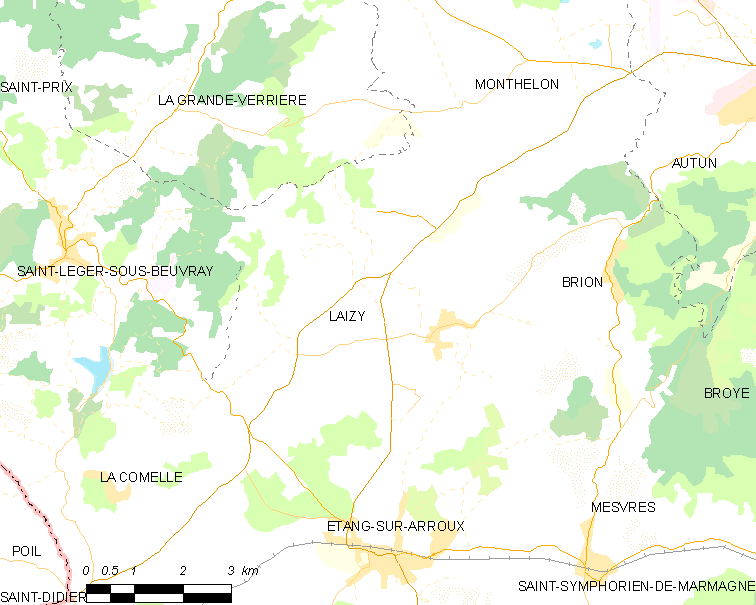
莱济的OSM定位图

莱济的时区为UTC+01:00、UTC+02:00（夏令时）。

## 行政
莱济的邮政编码为71190，INSEE市镇编码为71251。

## 政治
莱济所属的省级选区为欧坦第二县。

## 人口

1962-2008年间莱济人口变化图示

莱济于2022年1月1日时的人口数量为595人。